# أرتوا
أرتوا (بالفرنسية: Artois) منطقة تقع في شمال فرنسا. تبلغ مساحة أراضيها حوالي 4000 كم2 ويبلغ تعداد سكانها حوالي مليون نسمة. تشمل مدنها الرئيسية: أراس (بالهولندية: Atrecht)، وسانت أومير، ولينس، وبيثون. وهذا الاسم مُشتق من مصطلح Artesian أي "أرتوازي".

## الموقع
تقع أرتوا في الجزء الداخلي من إقليم با دو كاليه، الذي يُشكل الجزء الغربي منه منطقة بولوني (Boulonnais) السابقة في شمال فرنسا. تتوافق أرتوا تقريبًا مع الدوائر الإدارية لأراس (بالفرنسية: Arras)، وبيثون (بالفرنسية: Béthune)، وسان أومير (بالفرنسية: Saint Omer)، ولينس (بالفرنسية: Lens)، والجزء الشرقي من دائرة مونتروي (Montreuil).
وتقع أرتوا في الطرف الغربي من حقل الفحم الذي يمتد شرقًا عبر مقاطعة نور المجاورة وعبر وسط بلجيكا.

## تاريخها

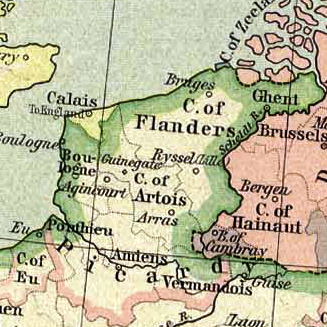
موقع مقاطعة أرتوا في القرن 15.

كانت أرتوا في الأصل مقاطعة إقطاعية، ثم ضُمَّت إلى مقاطعة فلاندرز. والتحقت بفرنسا عام 1180م كمهر للأميرة الفلمنكية إيزابيل من هينو (Isabelle of Hainaut,)، ثم أصبحت مرة أخرى مقاطعة منفصلة في عام 1237م لحاكمها روبرت، حفيد إيزابيل. ومن التوارث، أصبحت أرتوا تحت حكم دوقات بورغوندي في عام 1384م. عند وفاة الدوق الرابع شارل الجريء، ورث آل هابسبورغ أرتوا وانتقلت إلى خط السلالة الإسباني. بعد الثورات الدينية عام 1566م في هولندا، انضمت أرتوا لفترة وجيزة إلى الثورة الهولندية في عام 1576م، وشاركت في اتفاقية "سلام غنت" (Pacification of Ghent) حتى تشكيل اتحاد أتريخت في عام 1579م.
بعد اتحاد أتريخت، توصلت أرتوا وهينو (بالهولندية: Henegouwen) إلى اتفاق منفصل مع فيليب الثاني ملك إسبانيا. ظلت أرتوا تابعة للأراضي المنخفضة الإسبانية حتى احتلتها فرنسا خلال الحرب الفرنسية الإسبانية (من 1635م إلى 1659م). وقد تم الاعتراف بالضم خلال معاهدة جبال البرانس في عام 1659م، وأصبحت مقاطعة فرنسية. كانت منطقة أرتوا بالفعل ناطقة بالفرنسية إلى حد كبير، ولكنها كانت جزءًا من الأراضي المنخفضة الجنوبية حتى ضمها إلى فرنسا.
شهدت مدينة أرتوا تطوراً صناعياً سريعاً خلال النصف الثاني من القرن 19، بفضل مواردها الغنية بالفحم. خلال الحرب العالمية الأولى، كان خط المواجهة بين القوى المركزية المتعارضة وجيوش الحلفاء في فرنسا يمر عبر المقاطعة، مما أدى إلى أضرار مادية هائلة. منذ النصف الثاني من القرن العشرين، عانت مدينة أرتوا، مثل المناطق المجاورة، من تراجع صناعة الفحم.

## السكان البارزين
- بيير تشارلز لو سوور (Pierre-Charles Le Sueur) (حوالي 1657م- 1705م تقريبًا)، ولد في أرتوا، مستكشف وتاجر مشهور.[1]
- ماكسيميليان روبسبيير (1758-1794)، زعيم ثوري فرنسي، ولد في أراس (Arras).
- كارولوس كلوسيوس (1526–1609)، عالم نباتات مبكر.
- روبرت فرانسوا داميان (1715–1757)، فاشل في قتل الملك، ولد في لا ثيولوي (Thieuloye).

## روابط خارجية
50°30′N 2°30′E / 50.500°N 2.500°E